# Paňa
Paňa (in ungherese Nemespann) è un comune della Slovacchia facente parte del distretto di Nitra, nella regione omonima.